# Сибонеи

Сибонеи обитали на Кубе, а также на Ямайке и гаитянском полуострове Тибурон, занимая часть региона западных таино.

Сибонеи (исп. Siboney, Ciboney) — народ, населявший в доколумбову эпоху Большие Антильские острова Карибского моря.
Жили западнее таино и враждовали с ними, говорили на родственном им языке.
Ранее историки часто путали сибонеев с гуанахатабеями — племенами крайнего запада Антильских островов, отличных от таино и сибонеев по культуре. Происхождение последних не установлено, хотя возможно, что они относились к волне мигрантов с территории современных Колумбии и Венесуэлы, говоривших на аравакских языках. Нельзя исключать влияние центральноамериканских культур.